# María José Gatica
María José Gatica Bertín (Montevideo, Uruguay, 15 de abril de 1984) es una ingeniera civil en construcción y política chilena, miembro de Renovación Nacional (RN). Se desempeñó como gobernadora de la provincia de Valdivia entre marzo de 2018 y octubre de 2019, bajo el segundo gobierno de Sebastián Piñera. Desde el 11 de marzo de 2022, ejerce como senadora de la República en representación de la Circunscripción 12, Región de Los Ríos, periodo legislativo 2022-2030.

## Familia y estudios
Nació en Montevideo, Uruguay, el 15 de abril de 1984, hija de Gonzalo Ariel Gatica Quezada y de Patricia Aldina Bertin Martínez.
Realizó sus estudios secundarios en el Colegio María Auxiliadora de la comuna de Valdivia. Posteriormente, cursó los superiores en la carrera de ingeniería civil en construcción en la Universidad Austral, ubicada en la misma comuna.
Se casó el 3 de diciembre de 2010, con Samuel Luis Valenzuela Salazar, con quien es madre de tres hijos.

## Carrera política
Militante del partido Renovación Nacional (RN), se desempeñó como administradora municipal de la comuna de Panguipulli entre 2016 y 2018. El 11 de marzo de 2018, fue designada como gobernadora de la provincia de Valdivia, en el marco del segundo gobierno del presidente Sebastián Piñera. Renunció a la gobernación el 17 de octubre de 2019, para presentar su candidatura a gobernadora regional en las elecciones de gobernadores regionales de 2021, sin resultar electa. Luego, en noviembre del mismo año, se presentó como candidata al Senado por su partido, dentro del pacto «Chile Podemos Más», por la Circunscripción 12 que representa la Región de Los Ríos, por el periodo 2022-2030. En las elecciones parlamentarias correspondientes, resultó electa con 32.364 votos, equivalentes al 21,77% del total de los sufragios válidamente emitidos; siendo la segunda mayoría de dicha Circunscripción. Asumió el cargo el 11 de marzo de 2022, y desde el 23 de marzo, pasó a integrar las comisiones permanentes de Obras Públicas y Vivienda y Urbanismo.

## Historial electoral

### Elecciones de gobernador regional de 2021
- Elección de gobernador regional de 2021 para la gobernación de la Región de Los Ríos, Primera vuelta.

|  | 36,88 % |

|  | 32,54 % |

|  | 12,78 % |

|  | 11,26 % |

|  | 6,54 % |

|  | 93,46 % |

|  | 2,18 % |

|  | 4,36 % |

|  | 100,00 % |

|  | 41,14 % |

- Elección de gobernador regional de 2021 para la gobernación de la Región de Los Ríos, Segunda vuelta.

|  | 59,18 % |

|  | 40,82 % |

|  | 99,04 % |

|  | 0,64 % |

|  | 0,32 % |

|  | 100 % |

|  | 21,09 % |

### Elecciones parlamentarias de 2021
- Elecciones parlamentarias de 2021, candidata a senadora por la Circunscripción 12, Región de Los Ríos[7]

| Candidato                    | Pacto              | Partido | Votos  | %     | Resultado |
| ---------------------------- | ------------------ | ------- | ------ | ----- | --------- |
| Alfonso de Urresti Longton   | Nuevo Pacto Social | PS      | 39 207 | 26.37 | Senador   |
| María José Gatica Bertin     | Chile Podemos Más  | RN      | 32 363 | 21.77 | Senadora  |
| Iván Flores García           | Nuevo Pacto Social | PDC     | 21 131 | 14.21 | Senador   |
| Ena von Baer Jahn            | Chile Podemos Más  | UDI     | 16 338 | 10.99 |           |
| Mónica Quiroz Reyes          | Apruebo Dignidad   | IND-CS  | 8241   | 5.54  |           |
| Roberto Giubergia Valderrama | Apruebo Dignidad   | RD      | 5475   | 3.68  |           |